# ルクレティア (パルミジャニーノ)
『ルクレティア』（伊: Lucrezia）は、パルミジャニーノによるルクレティアを描いた1540年の油彩画である。元来、ファルネーゼ家のコレクションにあったが、現在はナポリのカポディモンテ美術館に所蔵されている。

## 歴史
作品は通常、パルミジャニーノの最後の作品としてジョルジョ・ヴァザーリの『画家・彫刻家・建築家列伝』で言及されている、「ローマのルクレツィアのカンヴァス画、ほとんど神聖な作であり、画家の手になる最高傑作の一つ」と同一視されている。「作品は盗まれてしまって、どこにあるのか誰もわからない」とも、ヴァザーリは付け加えている。
遅い時期の制作年度は、『賢人と愚かな処女たち』（パルマのマドンナ・デッラ・ステッカータ蔵）との類似性によって確認されている。ダブリンのドブリン・コレクション、ハンガリー、ウフィツィ美術館にある作品のほか、1986年に絵画市場に登場した作品など、初期または同時代の複製が何点か存在している。
ルクレティアの絵画は、16世紀末にラヌッチョ1世・ファルネーゼ王子のコレクションに記録されているが、バリによる1670年の公爵宮殿の描写では、「謁見の間」と「恋人たちの間 (Camera degli Amoretti)」にあった二点のパルミジャニーノによるルクレティアの絵画が言及されている。そのうちの一点は現在失われているが、1572年にダ・エルバによって記録されているように、おそらくジョヴァンニ・アントニオ・ヴェッザーニのために描かれた等身大の作品であった。その作品の構図は、「FV / FRAN. PAR / INVENTOR」と記されたエネア・ヴィーコによる版画、そしてパルミジャニーノに帰属されている、異なっている箇所のある素描に残っている。
過去に損傷を受けたナポリにある当作品は、ボドマーによって、ペッレグリーノ・ティバルディ（1939）に帰属され、フリッツォーニ（1884）、リッチ（1894）、テスティ（1908）、デ・リナルディス（1911）、フリードバーグ（1950）、 ファジョーロ・デッラルコ（1970）、およびマイルドスタイン（1978）によって、ジロラモ・マッツォーラ・ベドーリに帰属された。 アルトゥ―ロ・クインタヴァッレ（1948）、カルロ・ブリガンティ（1945）、フェルディナンド・ボローニャ（1946）、ロベルト・ロンギ（1958）、ラ・ギディッリア・クインタヴァッレ（1971）、レオーネ・デ・カストリス（1994）は、パルミジャニーノの真筆として支持している。最終的な修復後ディ・ジャンパオロ（1997年）も賛同した。